# 1936 en chimie
Cet article présente les faits marquants de l'année 1936 en chimie.

## Évènements
- 4 février : le radium E est le premier élément radioactif obtenu par synthèse[1].
- 22 avril : les chimistes américains Edward Calvin Kendall, Charles S. Myers et Harold L. Mason envoient un article au Journal of Biological Chemistry pour publier leur découverte de la cortisone lors de leurs recherches à la Mayo Clinic[2].
- 23 décembre : le chimiste allemand Gerhard Schrader, employé par la IG Farben, découvre le tabun, un composé organophosphoré toxique classé comme agent neurotoxique[3].

- Herbert McLean Evans et les biochimistes américains Gladys Emerson et Oliver Emerson réussissent à isoler la vitamine E à Berkeley[4].

- Pierre Castan (en) en Suisse et Sylvan O. Greenlee aux États-Unis (en 1939) réussissent indépendamment la première synthèse d'une résine époxy à base de bisphénol A[5].

## Prix
- Prix Nobel de chimie : Petrus Josephus Wilhelmus Debye pour ses contributions à la connaissance de la structure moléculaire grâce à ses recherches sur les moments dipolaires et sur la diffraction X et électronique des gaz[6],[7].
- ACS Award in Pure Chemistry : John Kirkwood[8]
- Prix Irving-Langmuir : John Gamble Kirkwood[9]
- Médaille Davy : William Arthur Bone pour son travail pionnier sur la catalyse par contact et ses recherches sur le mécanisme de combustion des hydrocarbures, la nature des flammes et des explosions gazeuses[10],[11].
- Faraday Lectureship : Lord Rutherford of Nelson[12]
- Médaille William-H.-Nichols : William M. Clark[13]

## Naissances
- 22 janvier : Alan Heeger, chimiste américain, prix Nobel de chimie en 2000.
- 2 juin : Philip Eaton, chimiste américain.
- 9 juin[14] : George Radda (mort en 2024), chimiste hongrois-britannique.
- 21 juillet : Clayton Heathcock, chimiste américain.
- 20 août : Hideki Shirakawa, chimiste japonais, prix Nobel de chimie en 2000.
- 2 septembre : Andrew Grove, ingénieur et docteur en chimie, chef d'entreprise américain d'origine hongroise, cofondateur de la société Intel.
- 10 octobre : Gerhard Ertl, physicien allemand, prix Nobel de chimie en 2007.
- 19 novembre : Yuan Tseh Lee, chimiste taïwanais, prix Nobel de chimie en 1986.
- 20 novembre : Roger Naslain, chimiste français.
- 2 décembre : Peter Duesberg, biologiste moléculaire d'origine allemande.

## Décès
- 12 mai[15] : Louis-Camille Maillard (né en 1878), chimiste français.
- 3 juin : Arthur Amos Noyes (né en 1866), chimiste américain.
- 17 septembre : Henry Le Chatelier (né en 1850), chimiste français.
- 2 novembre[16] : Thomas Lowry (né en 1874), chimiste anglais.